# Elecciones legislativas de Uruguay de 1905
El 22 de enero de 1905 se realizaron las elecciones legislativas de Uruguay para elegir a todos los miembros de la Cámara de Representantes y a colegios electorales de senadores en los departamentos uruguayos de Montevideo, Maldonado, Cerro Largo, Paysandú, Colonia, San José y Minas.
Las elecciones originalmente iban a realizarse en noviembre de 1904, pero fueron pospuestas por la Revolución de 1904, que terminó en septiembre de 1904.

## Sistema  Electoral
El sufragio estaba limitado a hombres letrados. El voto no era secreto, ya que los votantes tenían que firmar su papeleta.

### Cámara de Diputados
Los departamentos contaban con diferentes cantidades de diputados. Dichos diputados eran electos directamente por el electoradoy su mandato duraba tres años.

### Cámara de Senadores
Cada departamento contaba con un senador, por lo cual en total la cámara estaba compuesta por 19 miembros, todos ellos electos por un colegio electoral departamental. El mandato de los senadores duraba seis años.
La elección de los senadores se realizaba por tercios cada bienio y su reelección inmediata por el mismo departamento estaba prohibida.
Cada colegio electoral contaba con 15 miembros; todos ellos ciudadanos del departamento por el que fueron elegidos. estos, además de elegir al senador, también elegían a su suplente por la jurisdicción respectiva. La elección de tanto el senador como del suplente se realizaba mediante un sistema indirecto en una reunión secreta.

## Resultados

### Totales

#### Diputados
| Partido                  | Votos  | %      | Diputados obtenidos | +/-   |
| ------------------------ | ------ | ------ | ------------------- | ----- |
| Partido Colorado         | 27,163 | 61.33  | 51                  | +9    |
| Partido Nacional         | 16,645 | 37.58  | 20                  | -5    |
| Lista Popular            | 484    | 1.09   | 0                   | Nuevo |
| Total                    | 44,292 | 100.00 | 71                  | +4    |
| Fuente: Instituto Factum |        |        |                     |       |

#### Senadores
| Partido                  | Votos            | %                | Senadores obtenidos | Senadores totales |
| ------------------------ | ---------------- | ---------------- | ------------------- | ----------------- |
| Partido Colorado         | 14,987           | 59.88            | 5                   | 12                |
| Partido Nacional         | 9,750            | 38.95            | 2                   | 7                 |
| Lista Popular            | 292              | 1.17             | 0                   | 0                 |
| Total                    | 25,029           | 100.00           | 7                   | 19                |
| Fuente: Instituto Factum |                  |                  |                     |                   |
| Presidente del Senado    |                  |                  |                     |                   |
| Titular                  | Titular          | Titular          | Electo              | Electo            |
| Juan P. Castro           | Juan P. Castro   | Juan P. Castro   | Juan Campisteguy    | Juan Campisteguy  |
| Partido Colorado         | Partido Colorado | Partido Colorado | Partido Colorado    | Partido Colorado  |

### Por departamento

#### Montevideo
| Partido                  | Votos  | %      | Diputados obtenidos | Senadores obtenidos |
| ------------------------ | ------ | ------ | ------------------- | ------------------- |
| Partido Colorado         | 9,153  | 61.45  | 12                  | 1                   |
| Partido Nacional         | 5,451  | 36.59  | 6                   | 0                   |
| Lista Popular            | 292    | 1.96   | 0                   | 0                   |
| Total                    | 14,896 | 100.00 | 18                  | 1                   |
| Fuente: Instituto Factum |        |        |                     |                     |

#### Canelones
| Partido                  | Votos | %      | Diputados obtenidos |
| ------------------------ | ----- | ------ | ------------------- |
| Partido Colorado         | 2,156 | 64.74  | 5                   |
| Partido Nacional         | 1,122 | 33.69  | 2                   |
| Lista Popular            | 52    | 1.57   | 0                   |
| Total                    | 3,330 | 100.00 | 7                   |
| Fuente: Instituto Factum |       |        |                     |

#### Maldonado
| Partido                  | Votos | %      | Diputados obtenidos | Senadores obtenidos |
| ------------------------ | ----- | ------ | ------------------- | ------------------- |
| Partido Colorado         | 1,361 | 60.17  | 2                   | 1                   |
| Partido Nacional         | 901   | 39.83  | 0                   | 0                   |
| Total                    | 2,262 | 100.00 | 2                   | 1                   |
| Fuente: Instituto Factum |       |        |                     |                     |

#### Rocha
| Partido                  | Votos | %      | Diputados obtenidos |
| ------------------------ | ----- | ------ | ------------------- |
| Partido Nacional         | 1,632 | 50.68  | 1                   |
| Partido Colorado         | 1,588 | 49.32  | 1                   |
| Total                    | 3,220 | 100.00 | 2                   |
| Fuente: Instituto Factum |       |        |                     |

#### Treinta y Tres
| Partido                  | Votos | %      | Diputados obtenidos |
| ------------------------ | ----- | ------ | ------------------- |
| Partido Colorado         | 617   | 56.35  | 2                   |
| Partido Nacional         | 478   | 43.65  | 0                   |
| Total                    | 1,095 | 100.00 | 2                   |
| Fuente: Instituto Factum |       |        |                     |

#### Cerro Largo
| Partido                  | Votos | %      | Diputados obtenidos | Senadores obtenidos |
| ------------------------ | ----- | ------ | ------------------- | ------------------- |
| Partido Nacional         | 796   | 54.41  | 2                   | 1                   |
| Partido Colorado         | 667   | 45.59  | 1                   | 0                   |
| Total                    | 1,463 | 100.00 | 3                   | 1                   |
| Fuente: Instituto Factum |       |        |                     |                     |

#### Rivera
| Partido                  | Votos | %      | Diputados obtenidos |
| ------------------------ | ----- | ------ | ------------------- |
| Partido Colorado         | 656   | 95.91  | 2                   |
| Partido Nacional         | 28    | 4.09   | 0                   |
| Total                    | 684   | 100.00 | 2                   |
| Fuente: Instituto Factum |       |        |                     |

#### Artigas
| Partido                  | Votos | %      | Diputados obtenidos |
| ------------------------ | ----- | ------ | ------------------- |
| Partido Colorado         | 695   | 71.72  | 2                   |
| Lista Popular            | 140   | 14.45  | 0                   |
| Partido Nacional         | 134   | 13.83  | 0                   |
| Total                    | 969   | 100.00 | 2                   |
| Fuente: Instituto Factum |       |        |                     |

#### Salto
| Partido                  | Votos | %      | Diputados obtenidos |
| ------------------------ | ----- | ------ | ------------------- |
| Partido Colorado         | 1,557 | 62.91  | 3                   |
| Partido Nacional         | 778   | 31.43  | 1                   |
| Total                    | 2,475 | 100.00 | 4                   |
| Fuente: Instituto Factum |       |        |                     |

#### Paysandú
| Partido                  | Votos | %      | Diputados obtenidos | Senadores obtenidos |
| ------------------------ | ----- | ------ | ------------------- | ------------------- |
| Partido Colorado         | 1,058 | 72.67  | 3                   | 1                   |
| Partido Nacional         | 398   | 27.33  | 0                   | 0                   |
| Total                    | 1,456 | 100.00 | 3                   | 1                   |
| Fuente: Instituto Factum |       |        |                     |                     |

#### Río Negro
| Partido                  | Votos | %      | Diputados obtenidos |
| ------------------------ | ----- | ------ | ------------------- |
| Partido Colorado         | 532   | 59.11  | 2                   |
| Partido Nacional         | 368   | 40.89  | 0                   |
| Total                    | 900   | 100.00 | 2                   |
| Fuente: Instituto Factum |       |        |                     |

#### Soriano
| Partido                  | Votos | %      | Diputados obtenidos |
| ------------------------ | ----- | ------ | ------------------- |
| Partido Colorado         | 893   | 67.19  | 2                   |
| Partido Nacional         | 436   | 32.81  | 1                   |
| Total                    | 1,329 | 100.00 | 3                   |
| Fuente: Instituto Factum |       |        |                     |

#### Colonia
| Partido                  | Votos | %      | Diputados obtenidos | Senadores obtenidos |
| ------------------------ | ----- | ------ | ------------------- | ------------------- |
| Partido Colorado         | 1,220 | 64.48  | 3                   | 1                   |
| Partido Nacional         | 672   | 35.52  | 1                   | 0                   |
| Total                    | 1,892 | 100.00 | 4                   | 1                   |
| Fuente: Instituto Factum |       |        |                     |                     |

#### San José
| Partido                  | Votos | %      | Diputados obtenidos | Senadores obtendios |
| ------------------------ | ----- | ------ | ------------------- | ------------------- |
| Partido Nacional         | 786   | 66.62  | 2                   | 1                   |
| Partido Colorado         | 394   | 33.38  | 1                   | 0                   |
| Total                    | 1,180 | 100.00 | 3                   | 1                   |
| Fuente: Instituto Factum |       |        |                     |                     |

#### Flores
| Partido                  | Votos | %      | Diputados obtenidos |
| ------------------------ | ----- | ------ | ------------------- |
| Partido Nacional         | 291   | 57.63  | 1                   |
| Partido Colorado         | 213   | 42.37  | 0                   |
| Total                    | 505   | 100.00 | 1                   |
| Fuente: Instituto Factum |       |        |                     |

#### Florida
| Partido                  | Votos | %      | Diputados obtenidos |
| ------------------------ | ----- | ------ | ------------------- |
| Partido Colorado         | 1,086 | 59.86  | 3                   |
| Partido Nacional         | 728   | 40.14  | 1                   |
| Total                    | 1,814 | 100.00 | 4                   |
| Fuente: Instituto Factum |       |        |                     |

#### Durazno
| Partido                  | Votos | %      | Diputados obtenidos |
| ------------------------ | ----- | ------ | ------------------- |
| Partido Colorado         | 947   | 63.09  | 2                   |
| Partido Nacional         | 554   | 36.91  | 1                   |
| Total                    | 1,501 | 100.00 | 3                   |
| Fuente: Instituto Factum |       |        |                     |

#### Minas
| Partido                  | Votos | %      | Diputados obtenidos | Senadores obtendios |
| ------------------------ | ----- | ------ | ------------------- | ------------------- |
| Partido Colorado         | 1,134 | 60.31  | 2                   | 1                   |
| Partido Nacional         | 746   | 39.69  | 1                   | 0                   |
| Total                    | 1,880 | 100.00 | 3                   | 1                   |
| Fuente: Instituto Factum |       |        |                     |                     |

#### Tacuarembó
| Partido                  | Votos | %      | Diputados obtenidos |
| ------------------------ | ----- | ------ | ------------------- |
| Partido Colorado         | 1,235 | 78.11  | 3                   |
| Partido Nacional         | 346   | 21.89  | 0                   |
| Total                    | 1,581 | 100.00 | 3                   |
| Fuente: Instituto Factum |       |        |                     |